# ThyssenKrupp Steel Europe
ThyssenKrupp Steel Europe is een grote Duitse vlakstaalproducent. Het is een dochteronderneming van het conglomeraat ThyssenKrupp.

## Activiteiten
De grootste fabrieken van Steel Europe bevinden zich nabij Duisburg. Er staan een cokesfabriek met een jaarcapaciteit van 2,1 miljoen ton, sinterfabrieken, hoogovens met een capaciteit van 12 miljoen ton, warm- en koudwalserijen die het ruwijzer verder bewerken en galvaniserings- en coatinglijnen. In het boekjaar 2020/21 werd bijna 11 miljoen ton staal geproduceerd, waarmee het bedrijf tot de grotere staalproducenten in de wereld behoort.
Het bedrijf heeft zichzelf tot doel gesteld om tegen 2030 30% minder CO2 uit te stoten. De fabrieken van Steel Europe zijn namelijk verantwoordelijk voor bijna 2,5% van de CO2-uitstoot in Duitsland. Daarom werd een nieuwe fabriek gebouwd die werkt met waterstof en groene stroom. Tegen 2030 wil men drie miljoen ton groen staal maken.
Ook bij Duisburg ligt de fabriek van Hüttenwerke Krupp Mannesmann. Deze joint venture werd in 1990 opgericht door Krupp en Mannesmannröhren-Werke en maakt stalen platen en rond staal voor buizen. De fabriek is thans voor de helft in handen van ThyssenKrupp, 30 procent staalhandelaar Salzgitter Mannesmann en 20% buizenfabrikant Vallourec.
Nabij Dortmunt heeft ThyssenKrupp nog een walserij en coatinglijnen. Op het terrein bevonden zich ooit de grote staalfabrieken van Hoesch, maar die zijn nu grotendeels verlaten. In 2001 werden de oude installaties verkocht aan het Chinese Shasteel. Die kwam ze ontmantelen waarop ze in China opnieuw werden opgebouwd en in bedrijf gesteld.
Bij Andernach staat een grote fabriek van dun vertind en verchroomd verpakkingsstaal. In het boekjaar 2018/19 werd ruim 1,4 miljoen ton geproduceerd. Zo'n driekwart wordt geëxporteerd naar ruim tachtig landen.
In Gelsenkirchen wordt weekijzer geproduceerd dat wordt toegepast in transformatoren en generatoren.
De enige fabriek buiten Duitsland bevindt zich in de Haven van Antwerpen. Hier worden rollen plaatstaal verder verwerkt tot hogesterktestaal en op maat versneden. De uitvoer uit Duitsland gebeurt eveneens via de Haven van Antwerpen. De staalproducten worden via de weg of per spoor naar de binnenhaven van Walsum bij Duisburg vervoerd. Van daaruit gaan ze per binnenschip langs de Schelde-Rijnverbinding naar Antwerpen om wereldwijd te worden verscheept.
De auto-industrie is de belangrijkste klant en nam – in 2014 — 57% van de productie af. Ook de industriële sector, de energiesector, de bouw, de verpakkingsindustrie en de witgoedsector zijn grote klanten.

## Geschiedenis

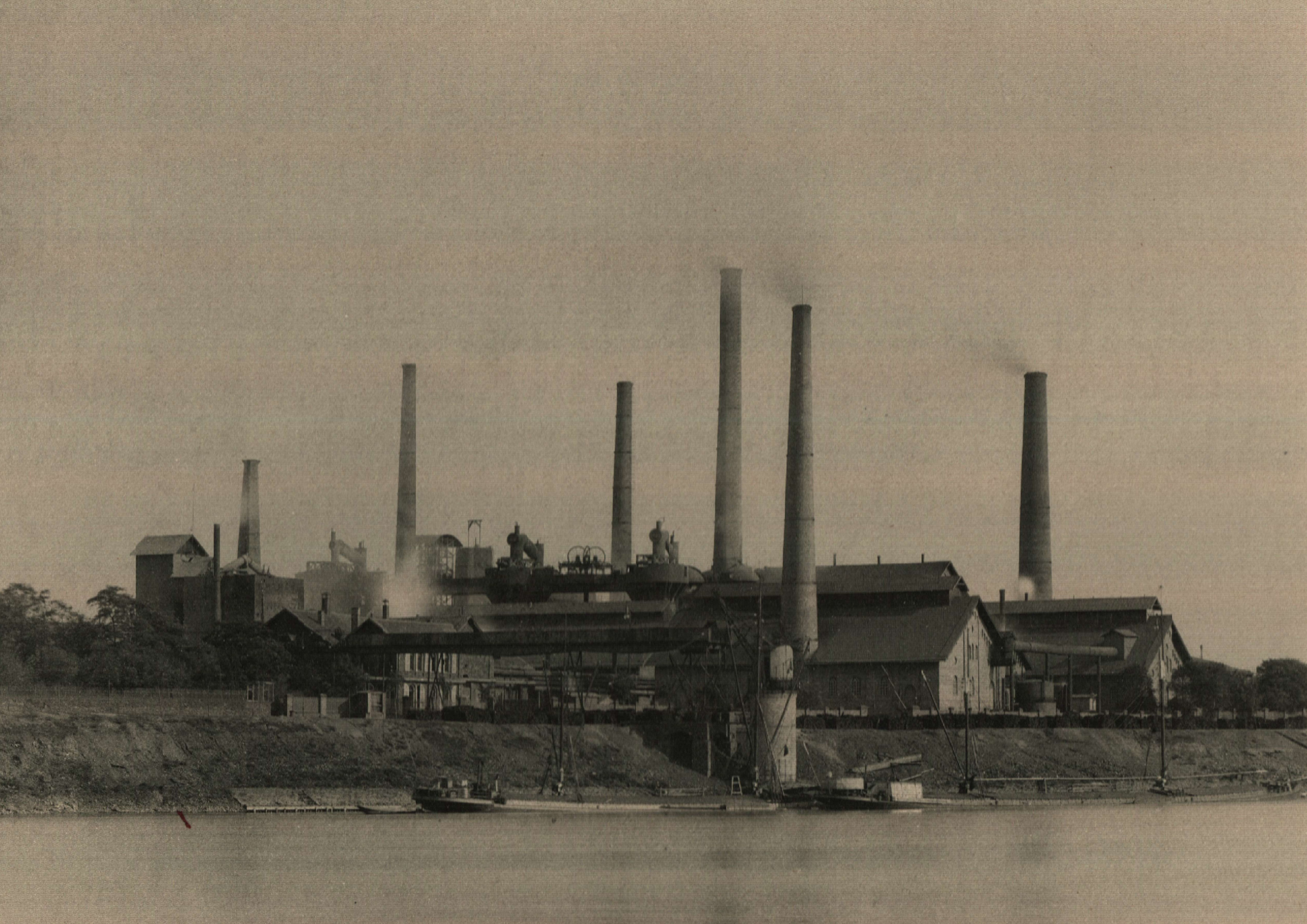
Krupp's hoogovens in Essen eind 19e eeuw

ThyssenKrupp Steel gaat terug tot 1811, toen Friedrich Krupp een staalgieterij oprichtte in Essen. Krupp werd in de 19e eeuw groot met naadloze gesmede treinwielen en gegoten kanonnen. In 1862 bouwde het de eerste bessemeroven op het Europese vasteland om spoorstaven en plaatstaal te maken. In 1912 ontwikkelde het bedrijf het eerste roestvast staal.
In 1854 begon Hörder Bergwerks- und Hüttenverein ijzer en staal te maken in Hörde, thans een stadsdeel van Dortmund. Dit bedrijf had eigen ijzerertsmijnen en walserijen.
In 1871 werden verschillende staalfabrieken opgericht in het Ruhrgebied. Hoesch in Dortmund, Rheinische Stahlwerke in Ruhrort en de walserij van August Thyssen in Mülheim.
In 1879 begonnen Rheinische Stahlwerke en Hörder Bergwerks- und Hüttenverein staal te maken volgens een nieuw procedé van de Engelsman Sidney Gilchrist Thomas om fosfor te verwijderen in een bessemeroven. Dat was van belang omdat het ijzererts uit de regio veel fosfor bevat.
Tussen 1883 en 1891 kocht August Thyssen de steenkoolmijn Gewerkschaft Deutscher Kaiser in Hamborn op en ging ook staal maken. Tussen 1903 en 1907 werd de binnenhaven van Schwelgern aangelegd, die tot op heden in gebruik is om afgewerkt staal uit te voeren. In 1919 werd GDK opgedeeld in staalbedrijf August Thyssen-Hütte en mijnbouwbedrijf Gewerkschaft Friedrich Thyssen.

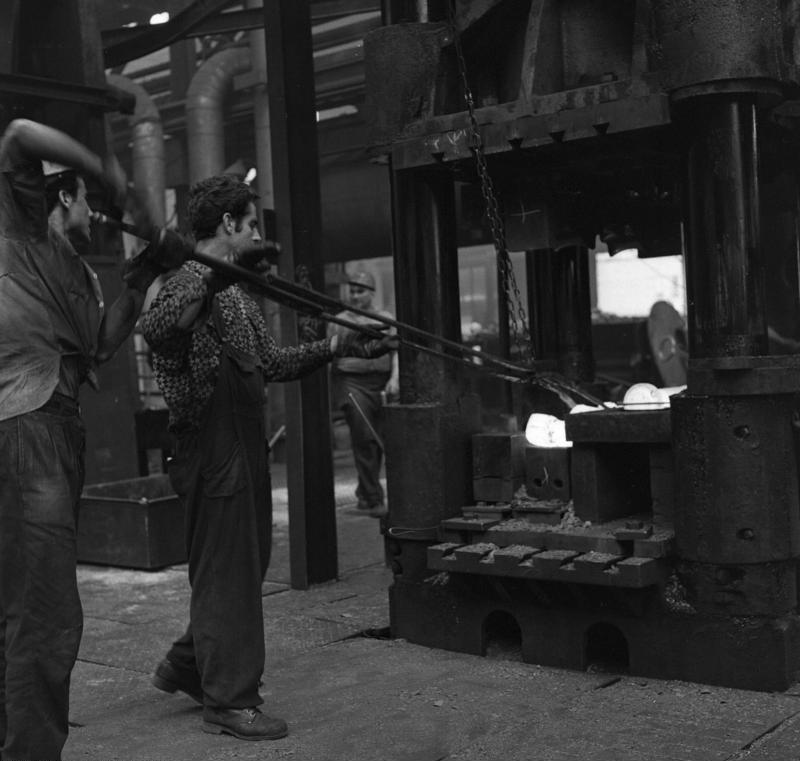
De smederij van Rheinstahl in Duisburg anno 1961

In 1926 fuseerde Thyssen met verschillende staalbedrijven in het Ruhrgebied tot Vereinigte Stahlwerke. Tijdens de Tweede Wereldoorlog werden de meeste fabrieken verwoest en na de oorlog ontstonden Hörder Bergwerks- und Hütten-Verein, August Thyssen-Hütte, Rheinstahl en Bochumer Verein uit de restanten.
In 1958 kocht August Thyssen-Hütte een belang in blikproducent Rasselstein. In 1973 nam Thyssen het noodlijdende Rheinstahl over. Datzelfde jaar werd in Duisburg de grootste hoogoven in het Westen, Schwelgern I, aangestoken. Hij leverde dagelijks 10.000 ton ruwijzer. Schwelgern II uit 1993 was nog groter en leverde 12.000 ton per dag.
Krupp kocht in 1965 een staalgieterij in Bochum en de staalfabrieken van Rheinhausen te Duisburg op. In 1983 werd de staalproductie van de Thyssen-groep afgesplitst als Thyssen Stahl. In deze tijd begonnen de eerste gesprekken over samenwerking met Krupp. Ook in deze periode ontwikkelde Thyssen op maat gemaakte gelaste chassisonderdelen voor de auto-industrie. De Audi 100 was de eerste auto die ermee werd gebouwd.
In 1992 fuseerde Krupp met Hoesch. Ook de samenwerking met Thyssen werd nieuw leven ingeblazen. De twee begonnen joint ventures inzake blik, weekijzer en roestvast staal. Verdere gesprekken leidden in 1999 tot het samengaan als ThyssenKrupp. Daarbij ontstond Steel Europe als de staaldivisie van het nieuwe conglomeraat. De roestvaststaaldivisie werd in 2011 verkocht aan het Finse Outokumpu, waarin ThyssenKrupp een belang van 29,9% behield. De productie van chassisonderdelen werd een jaar later verkocht aan het Chinese Wuhan Iron & Steel.
In 2017 wilde ThyssenKrupp zijn staaldivisie onderbrengen in een 50/50-joint venture met Tata Steel Europe. In 2019 haalde de Europese mededingingsautoriteit echter een streep door dit plan, omdat de voorgenomen fusie tot minder concurrentie en hogere staalprijzen zou leiden.
Op 26 april 2024 maakte ThyssenKrupp bekend dat het een aandelenbelang van 20% in de staalactiviteiten zal verkopen aan een holding in handen van Daniel Kretinsky. Er zijn nog gesprekken gaande om Kretinsky nog een optie te geven om het belang met 30% te verhogen naar 50%.